# Hexatoma (Eriocera) triflava
Hexatoma (Eriocera) triflava is een tweevleugelige uit de familie steltmuggen (Limoniidae). De soort komt voor in het Oriëntaals gebied.